# Adil Barbari
Adil Barbari (Arabisch: عادل البربري) (El Kantara, 27 mei 1993) is een Algerijns wielrenner.
Barbari begon zijn wielercarrière bij Vélo Club Sovac Algérie, tegenwoordig rijdt hij voor Groupement Sportif des Pétroliers d´Algérie. Hij won in zijn loopbaan onder andere enkele ritten in de Ronde van Burkina Faso en in 2013 het Algerijns kampioenschap tijdrijden.

## Erelijst
2011
2e etappe Ronde van Mazandaran, Junioren
2012
1e en 3e etappe Ronde van Tipaza
9e en 10e etappe Ronde van Burkina Faso
 Arabisch kampioen ploegentijdrit, Elite (met Hichem Chaabane, Karim Hadjbouzit, Fayçal Hamza, Abderrahmane Hamza en Hamza Merdj)
 Arabisch kampioen tijdrijden, Elite
2013
Algerijns kampioen tijdrijden, Beloften
Algerijns kampioen tijdrijden, Elite
4e en 8e etappe Ronde van Burkina Faso
2014
1e etappe Ronde van Algerije
Grote Prijs van Oran
Algerijns kampioen, Beloften
2015
2e etappe Ronde van Blida

## Ploegen
- 2012-Vélo Club Sovac Algérie
- 2013-Vélo Club Sovac
- 2014-Vélo Club Sovac
- 2015-Groupement Sportif des Pétroliers d´Algérie

Amari · Barbari · Bourezza · Chaabane · Chabaane · Dahmane · Hadjbouzit · F.Hamza · M.K.Hamza · A.Hamza · Merdj · Saada
Barbari · Baz · Ben Nasser · Benrais · Bettira · Chaabane · Chabaane · Dahmane · Droueche · Hadjbouzit · A.Hamza · F.Hamza · Lahsaini · Merdj
Amari · Barbari · Baz · Benoua · Benrais · Bouzidi · Dahmane · S.A.Fellah · A.Fellah · Hadjbouzit · F.Hamza · A.Hamza · Mansouri · Merdj · Saada